# لطيفة (مغنية)
لطيفة (14 فبراير 1961 -) مغنية تونسية.

## حياتها ودراستها
ولدت في تونس بمنطقة سيدي عمر في ولاية منوبة لأب عسكري حارب في المغرب العربي وأم لا تعرف القراءة والكتابة. وهناك في مدرسة الأخوة تلقت تعليمها حتى المرحلة الثانوية ، ثم تابعت دراستها في القاهرة حيث نالت من أكاديمية الفنون المعهد العالي للموسيقى العربية درجة البكالوريوس بتقدير امتياز، تبعه دبلومة بدرجة امتياز مضاعف.

## حياتها الفنية
- في عام 1978 شاركت في تونس ضمن برنامج «نادي المواهب».
- اللقاء مع الموسيقار الكبير محمد عبد الوهاب حينما كانت طالبة مبدياً اعجابه الشديد بها وقال لها وقتها جملته الشهيرة (بخري صوتك).[7]
- كانت من أوائل الفنانين العرب الذين صوروا أغنياتهم على طريقة السينما كليب وأيضاً بكاميرا المخرج الكبير عاطف سالم.[8]
- لها تجربة سينمائية وحيدة هي فيلم سكوت ح نصور في عام 2001 مع المخرج العالمي يوسف شاهين
- قدمت تجربة الأغنية الفرنسية مع شركة يونيفرسال العالمية وحقق الألبوم نجاحات كبيرة بأوروبا والعالم.
- رسالة تهئنة من الرئيس زين العابدين بن علي بمناسبة فوزها بجائزة مهرجان الموسيقى العالمية.
- مشاركة الفنان ريكي مارتن في مؤتمر أطفال العرب في الأردن عام 2004.
- عام 2005 بطلة لمسرحية غنائية حكم الرعيان من تأليف منصور الرحباني.
- أسست لطيفة عام 2005 مؤسسة لطيفة الخيرية لتكون أول مؤسسة خيرية لفنانة عربية[بحاجة لمصدر]، تخصص لدعم أعمال الخير بالوطن العربي.
- وفي عام 2007 ظهرت بشخصيتها الحقيقية في الحلقة السابعة من مسلسل لحظات حرجة الذي حقق نجاحا كبيرا.
- تعاونت مع الفنان زياد الرحباني من خلال البوم  معلومات أكيدة 2007 توزيع روتانا[9]

حصلت على جائزة أفضل مطربة عربية من المهرجان العربي للتلفزيون بعام 1994، وقد أنتجت لها العديد من الشركات منها لارين، لاتيسول، روتانا، فنون الجزيرة، عالم الفن، إي أم آي، وارنر برذرز، عالم الفن ويونيفيرسال

## أعمالها

### التمثيل
- فيلم سكوت حنصور (اختارها المخرج يوسف شاهين للقيام بدور البطولة في فيلم)
- قامت دور البطولة في مسرحية حكم الرعيان التي كتبها منصور الرحباني وذلك في عام 2004
- ظهرت عام 2007 في الحلقة السابعة من النسخة العربية لمسلسل لحظات حرجة بشخصيتها الحقيقية
- ظهرت عام 2016 بطلة مسلسل كلمة سر بشخصية رحمة

### تقديم البرامج
في عام 2011 قدمت برنامج يلا نغني الذي عرض على قناة إم بي سي 1 وهو برنامج غنائي يستضيف في كل حلقة نجم غنائي من العالم العربي.
في فبراير 2019 قدمت برنامج حكايات لطيفة على قناة دي إم سي

## الحياة الشخصية
عقدت قرانها على عبد الله صالح كامل ابن صالح كامل البليونير السعودي المعروف وتم فسخه لاحقا.

## ألبوماتها

صور لبعض البوماتها

في رصيدها أكثر من ثلاثين ألبوماً غنائياً وعشرات الأغنيات المنفردة، تضم مختلف الألوان الغنائية واللغات واللهجات العربية تعاملت فيها مع عدد من أبرز الأسماء في مجال الكلمات والألحان منهم: عبد الوهاب محمد، نزار قباني، بليغ حمدي، سيد مكاوي، محمد الموجي، زياد الرحباني، عمار الشريعي، صلاح الشرنوبي، زياد الطويل، كاظم الساهر، راشد الخضر، بدر بن عبد المحسن بن عبد العزيز آل سعود، بهاء الدين محمد، منصور الشادي، كريم العراقي، نصير شمه، جان ماري رياشي، محمد الرفاعي وغيرهم
الألبومات:
| السنة | اسم الألبوم             | شركة الإنتاج      | شركة التوزيع               |
| ----- | ----------------------- | ----------------- | -------------------------- |
| 1986  | ما لقتش مثالك           | موريفون           | موريفون                    |
| 1986  | عندك شك في إيه          | موريفون           | موريفون                    |
| 1987  | مين يقول                | لارين             | لارين                      |
| 1987  | يا حياتي أنا            | لارين             | لارين                      |
| 1988  | ويه ويه                 | لارين             | لارين                      |
| 1988  | أكثر من روحي بحبك       | لارين             | لارين                      |
| 1988  | مسا الجمال              | لارين             | لارين                      |
| 1989  | عشان بحبك               | لارين             | لارين                      |
| 1990  | بالعقل كده              | لارين             | لارين                      |
| 1991  | ألا لا تودعني حبيبي     | لارين             | لارين                      |
| 1991  | الدنيا بتضحك ليا        | لارين             | لارين                      |
| 1992  | هات قلبي وروح           | لارين             | لارين                      |
| 1993  | حبك هادي                | لارين             | لارين                      |
| 1994  | أنا ما تنسيش            | لارين             | لارين                      |
| 1995  | وأخيراً                  | لارين             | لارين                      |
| 1996  | ما وحشتكش               | لارين             | لارين                      |
| 1997  | الغنوة                  | لارين             | لارين                      |
| 1998  | تلومني الدنيا           | لارين             | لارين                      |
| 1999  | واضح                    | لارين             | لارين ويونيفرسال الموسيقية |
| 2001  | سكوت ح نصور             | لارين             | لارين                      |
| 2003  | ما تروحش بعيد           | عالم الفن - مزيكا | عالم الفن - مزيكا          |
| 2006  | معلومات أكيدة           | لاتيسول           | روتانا ووارنر برذرز        |
| 2008  | في الكام يوم اللي فاتوا | لاتيسول           | روتانا                     |
| 2009  | أتحدى                   | لاتيسول           | بلاتينيوم ريكوردز          |
| 2013  | عزتي                    | لاتيسول           | فيفا                       |
| 2013  | أحلى حاجة فيا           | لاتيسول           | عالم الفن - مزيكا          |
| 2017  | فريش                    | لاتيسول           | فودافون                    |
| 2020  | أقوى واحدة              | لاتيسول           | فودافون                    |
| 2022  | لطيفة 2022              | لاتيسول           | روتانا                     |
| 2024  | مفيش ممنوع              | لاتيسول           |                            |

### ألبومات وُزعت عالمياً
- 2007 معلومات أكيدة الطبعة صادرة من شركة يونيفرسال العالمية 3 ديسمبر عام 2007 بينما الطبعة العربية صدرت قبل أيام قليلة من نهاية 2006
- 2006 Les Plus Belles Chansons De Latifa إنتاج شركة وارنر ضم أفضل أغاني لطيفة بالإضافة إلى أغنية خلوني الجزائرية
- 1999 إن شاء الله الطبعة العربية صدرت في نفس العام تحت عنوان واضح
- 2000 ماوحشتكش صدرت الطبعة العربية عام 1996
- 2000 و أخيراً صدرت الطبعة العربية عام 1995
- 2000 انا ما اتنسيش صدرت لطبعة العربية عام 1994
- 2000 حبك هادي صدرت الطبعة العربية عام 1993

### الموسيقى التصويرية
- سكوت حنصور 2001
- حكم الرعيان 2004

### فيديو كليب
تعتبر لطيفة من الفنانات الأوائل في مجال الفيديو كليب والسينما كليب أيضاً، وتمتلك أكبر رصيد من الأغاني المصورة، وقد تسلمت عدة جوائز عن فيديو كليبات عديدة مثل كليب واضح، كرهتك، رحلة الزمان. تعاونت في الإخراج مع كبار المخرجين العرب والعالميين مثل عاطف الطيب، ستيفان ليوناردو وغيرهم.

## وصلات خارجية
- لطيفة على موقع IMDb (الإنجليزية)
- لطيفة على موقع قاعدة بيانات الأفلام العربية
- لطيفة على موقع ميوزك برينز (الإنجليزية)
- لطيفة على موقع أول ميوزيك (الإنجليزية)
- لطيفة على موقع قاعدة بيانات الفيلم (الإنجليزية)